# Sauris vetustata
Sauris vetustata är en fjärilsart som beskrevs av Walker 1866. Sauris vetustata ingår i släktet Sauris och familjen mätare. Inga underarter finns listade.